# Fierzai-víztározó
A Fierzai-víztározó vagy Fierzai-tó (albán Liqeni i Fierzës) mesterséges tó Albánia északkeleti részén, Kukës megyében. 73 négyzetkilométernyi felületéből 2,46 km² Koszovóhoz, 70,54 km² pedig Albániához tartozik. A tavat a Drin folyón épített gát segítségével hozták létre ott, ahol a Fehér- és a Fekete-Drin folyása egyesül. A víztározó 70 kilométer hosszú, legnagyobb mélysége 128 méter, albániai részén öt kis sziget is található. A tavat elrekesztő völgyzáró gát 167 méter magas. A víztározó gátját a fierzai Párt Fénye Vízerőmű energiaellátására hozta létre az albán kormány 1976-ban, s a művelet során elárasztott huszonkilenc település lakosságát a tározó partján újonnan épült városban, Kukësban helyezték el.

## Fordítás
Ez a szócikk részben vagy egészben  a   Fierza Reservoir című angol Wikipédia-szócikk ezen változatának fordításán alapul.  Az eredeti cikk szerkesztőit annak laptörténete sorolja fel. Ez a jelzés csupán a megfogalmazás eredetét és a szerzői jogokat jelzi, nem szolgál a cikkben szereplő információk forrásmegjelöléseként.